# Adolfo Rodríguez Saá

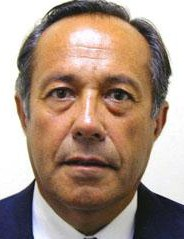
Adolfo Rodríguez Saá

Adolfo Rodríguez Saá Páez Montero (San Luis, 25 juli 1947) is een Argentijns Peronistische politicus. Hij was de gouverneur van de provincie San Luis en diende korte tijd als president van Argentinië.
De familie van Saá was politiek actief. Zijn grootvader was ook gouverneur van de provincie San Luis. De vader van Saá was hoofd van de politie. Zelf studeerde hij rechten aan de Nationale Universiteit van Cuyo en aan de Universiteit van Buenos Aires. Daarna kwam hij bij de overheid te werken als wetgever.
Saá heeft vijf kinderen van zijn eerste vrouw en een van zijn tweede. De familie heeft een christelijke achtergrond en komt oorspronkelijk uit Ramallah in Palestina.
In 1983 werd Saá gekozen als gouverneur van San Luis namens de Partido Justicialista. Hij zou in functie blijven tot 2001. Daarbij richtte hij het financiële systeem van de provincie opnieuw in. Daarvoor kreeg hij verschillende prijzen. In 1993 zorgde Saá voor een klein schandaal omdat hij in een love hotel werd gevonden samen met een vrouw en twee andere mannen. Achteraf zou hij beweren dat hij het slachtoffer was van ontvoering en chantage.
Nadat president Fernando de la Rúa moest aftreden als gevolg van rellen werd Saá door het Congres benoemd als de nieuwe president. Hij nam zitting op 23 december 2001.
Tijdens zijn korte bewind introduceerde de president een nieuwe munt, de Argentino. Hiermee hoopte hij iets te doen aan het feit dat er weinig cash in omloop was vanwege de economische crisis. Op 30 december trad hij echter alweer af, volgens eigen zeggen omdat hij te weinig steun ervoer van zijn partij.
Saá stelde zich verkiesbaar voor het presidentschap in april 2003, maar werd niet gekozen. Hij werd vierde met iets meer dan veertien procent van de stemmen. In 2005 werd hij gekozen als Senator namens de provincie San Luis.
- International Standard Name Identifier: 0000 0000 7904 6167
- Library of Congress Control Number: n90672924
- Nationale Bibliotheek van Israël: 987007267251305171
- Virtual International Authority File: 41002849
- WorldCat: E39PBJjRXvrtR6FPkvqB9MpF8C